# Andreas Maderer
Andreas Maderer (* 11. Mai 1891 in Schirmdorf, heute Altendorf; † 5. Juli 1959 in Deggendorf) war ein deutscher Politiker der BVP und der CSU, Mitglied des Bayerischen Landtags und Bürgermeister von Deggendorf.

## Leben
Nach dem Besuch des humanistischen Gymnasiums in Metten studierte Maderer Philosophie, Mathematik und Physik. Im Ersten Weltkrieg war er als Soldat im Einsatz. Nach dem Krieg legte er das Lehramtsexamen für Mathematik und Physik ab, anschließend war er als Studienassessor in Marktredwitz tätig, ab 1926 als Studienrat. Aufgrund politischer Tätigkeiten gegen die NSDAP wurde er 1933 in Schutzhaft genommen und nach Deggendorf strafversetzt. Zu Zeiten des Dritten Reichs wurden ihm darüber hinaus jegliche Beförderungen versagt.
Am 26. April 1945 hisste Maderer an der Grabkirche die weiße Fahne, als die US-Truppen bereits vor den Toren Deggendorfs standen. Durch seine Tat wurde Deggendorf kampflos übergeben, die Stadt konnte vor der Vernichtung bewahrt werden.
Nach dem Krieg wurde er zum Oberstudienrat ernannt und leitete nunmehr die Oberschule für Jungen in Deggendorf, zwei Jahre später wurde er zum Oberstudiendirektor befördert. 1948 beteiligte er sich an der Gründung des Kulturvereins Deggendorf, deren erster Vorsitzender er bis zu seinem Tod war.
Am 8. Juli 1959 wurde er in Altendorf beigesetzt.

## Politik
Maderer war Bezirksvorsitzender der BVP für Marktredwitz und Wunsiedel und engagierte sich in dieser Position auch gegen die NSDAP. Nach dem Krieg wurde er Kreisvorsitzender der CSU in Deggendorf. Am 17. Mai 1945 wurde er von der US-amerikanischen Militärregierung zum Bürgermeister von Deggendorf ernannt, das Amt führte er bis zum 13. Juni 1946 aus. Wegen Befehlsverweigerung wurde er 1946 für einige Monate in Haft genommen, gewann im gleichen Jahr bei der Landtagswahl ein Mandat im Bayerischen Landtag, dem er eine Wahlperiode lang bis 1950 angehörte. 1949 gehörte er der ersten Bundesversammlung an, welche Theodor Heuss zum Bundespräsidenten wählte. Danach gehörte er noch von 1952 bis 1956 dem Deggendorfer Stadtrat an.

## Ehrungen
- 1958: Ehrenbürger von Deggendorf